# Liste de termes d'argot Internet
Pour un article plus général, voir Argot Internet.

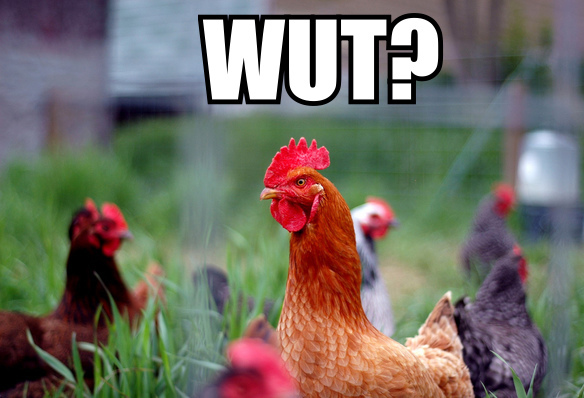
Utilisation du terme d'argot Internet WUT? dans une image à caractère humoristique (un mème sous forme d'image macro).

Cette liste de termes d'argot Internet passe en revue les termes d'argot, les abréviations, les onomatopées, les acronymes et autres termes couramment utilisés sur Internet pour communiquer. 
Sauf exception, due à la grande visibilité ou utilisation du terme, sont exclus : le langage SMS, les termes appartenant au lexique du jeu vidéo (ou à celui du MMOG), le jargon informatique, les émoticônes et les argots de tout acabit.
Très souvent, un mélange se fait entre les argots de plusieurs langues (il est courant de voir des Français employer « lol », « AFK » ou « plz », alors que ces expressions anglophones possèdent leur traduction ou équivalent en français).
Cette liste ne traite que des termes ayant la plus grande notoriété, la liste complète est dans le dictionnaire Wiktionnaire : Liste de termes d’argot Internet.

## Argot
En anglais et en français
bump
action de faire remonter un sujet dans la liste des sujets (post) d'un forum de discussion (voir aussi up). Parfois interprété par rétroacronymie comme signifiant « bring up my post » (« [j'ai] remonté mon post »).
fake
« factice », « bidon ». En plus d'être un emprunt à l'anglais, le terme connaît plusieurs utilisations particulières en informatique.
geek
personne ayant une passion à laquelle elle consacre beaucoup de temps (informatique, figurines, consoles anciennes, etc.)
hacker
du verbe to hack (code) (littéralement « hacher du code ») : personne qui aime explorer les détails d'un système (souvent informatique) ou d'un programme pour en étendre les capacités, par opposition à la plupart des utilisateurs, lesquels préfèrent apprendre le minimum nécessaire.
hello world
« bonjour le monde » : message typique dont l'affichage à l'écran représente souvent la première tâche à laquelle s'attelle un néophyte lors de ses premiers pas avec un langage informatique. Par extension, désigne le programme qui est écrit pour afficher ce message.
kick
(de l'anglais to kick : donner un coup de pied, botter les fesses). Coupure par un admin(istrateur) de la connexion d'un utilisateur à un serveur interactif (jeu en réseau, chat, etc.). On dit que l'utilisateur en question a été « kické » (expulsé, viré).
kikoulol, kikoolol, kikoo
personne s'exprimant exclusivement en langage SMS (d'après « kikou/kikoo », formule de salutation dérivée de « coucou » et de « lol » ; voir plus bas).
Ce terme est péjoratif et suggère l'immaturité de la personne visée. Par extension, il désigne parfois une jeune personne incapable de communiquer correctement (utilisation excessives d'insultes), ou tout autre défaut s'exprimant sur internet.
lol
laughing out loud (« (je) ris à gorge déployée ») ou lots of laughs (« beaucoup de rires »),, ; équivalent français : mdr, pour « mort de rire ».
nolife
littéralement « pas de vie » ; se dit d'une personne qui investit trop de temps dans une activité au détriment des autres aspects de sa vie. Peut être considéré comme un geek consacrant beaucoup trop de temps à sa passion.
nerd
personne solitaire, passionnée voire obnubilée par des sujets intellectuels et liés aux sciences ou aux techniques.
newbie
abréviation de new boy, « nouveau venu », « néophyte » - signifie « le nouveau », « le bleu » (antérieur à l'Internet). Un débutant dans un sens large.
noob,
troncation de newbie, « débutant », utilisé généralement avec une connotation péjorative.
owned
(« possédé »), humilié par un plaisantin plus malin ou un joueur plus fort. S'être fait avoir ou encore « je t'ai eu ».
plussoyer, moinsoyer
souscrire ou ne pas souscrire aux propos d'un autre intervenant (verbes créés à partir des abréviations « +1 » et « -1 »).
Pwned, pwnd, pawned, pwn
variante de owned en plus fort, cependant ce n'est que le résultat d'une faute de frappe, le o et le p étant deux touches situées l'une à côté de l'autre sur le clavier. Peut aussi parfois être développé en perfect owned ou perfectly owned.
ragequit
littéralement, « abandon sur un coup de colère ». Terme utilisé par les adeptes de jeux vidéo lorsqu'un joueur, souvent après avoir perdu une partie, un combat, etc., se déconnecte sans un mot sur le chat. Aussi utilisé dans les forums de discussions ou les chats tels qu'IRC lorsqu'un troll à court d'arguments devient « rageux » et quitte la discussion.
Dans les jeux vidéos, popularisé par les réactions des joueurs en tournois de StarCraft, ce terme peut être précédé d'un émoticône représentant un table flip (« (╯°□°）╯︵ ┻━┻ »), l'action de « renverser la table » avant un ragequit.
« rageux »
souvent utilisé comme adjectif, plus rarement, comme nom. Se dit d'une personne qui devient agressive sur les chats et qui s'énerve de manière excessive. Peut mener au ragequit.
troll
nom donné aux perturbateurs ou provocateurs sur les forums de discussion et plus généralement les réseaux sociaux. Désigne aussi parfois la discussion ainsi perturbée, avec les néologismes « troller » ou « trollage ».
up
action de faire remonter un sujet dans la liste des sujets d'un forum (voir aussi « bump »).
woot / w00t
néologisme anglophone, interjection (d'origine incertaine) marquant la satisfaction. Une explication répandue lui donne comme origine les initiales de la phrase « we owned the other team », mais celle-ci est généralement démentie par les étymologistes, qui disent l'onomatopée d'abord popularisée par une chanson de hip-hop de 1993.

## Abréviations
Pour accélérer les échanges au moyen des outils de messagerie instantanée divers mots sont écrits phonétiquement ou sous forme abrégée. Nombre d'abréviations sont des abréviations sténographiques standard ou des abréviations utilisées en langage SMS, mais un certain nombre d'abréviations se sont développées spécifiquement sur Internet du fait des communications sous forme de dialogues.

### En anglais
Les expressions en anglais sont parfois utilisées dans des conversations en français.

#### A, B, C
AFAIK, afaik
as far as I know (« pour autant que je sache »)
Cette abréviation connaît plusieurs variantes : AFAICT (as far as I can tell — « pour autant que je puisse dire »), AFAICS (as far as I can see — « de ce que j'en vois »), AFAIU (as far as I understand — « pour ce que j'en comprends »), etc.
AFK, afk
away from keyboard (« ne suis plus devant le clavier / suis absent »).
AKA, aka
also known as (« également connu sous le nom de  / alias »).
ASAP, asap
as soon as possible (« dès que possible »).
ASL, asl
age, sex and location
Cette abréviation a pour équivalent français ASV/asv (« âge, sexe, ville ») : « Ton asv ? ».
BBL, bbl ou bbl8r, BBS, bbs, BRB, brb
respectivement be back later (« je reviens plus tard »), be back soon (« je reviens bientôt ») et be right back (« je reviens tout de suite »).
BTW, btw,
by the way (« au fait », « à ce propos »).
CU, cu ou cul8r
see you [later] (« à plus [tard] », « au revoir »).
Cuz
Abréviation de because (« parce que »).

#### D, E, F
DM
direct message (littéralement « message direct ») : dans les réseaux sociaux, message envoyé directement à la personne et qui n'est visible que par celle-ci.
FAQ, faq
frequently asked questions (littéralement « questions fréquemment posées », l'acronyme est souvent conservé en français en utilisant « foire aux questions »).
FWIW, fwiw
for what it's worth (« pour ce que ça vaut », « ça vaut ce que ça vaut »).
FYI, fyi
for your information (« pour ta gouverne », « à titre d'information »).
FTW
for the win, littéralement « pour (remporter) la victoire », de l'expression go for the win : « viser la victoire », employée dans le sport, ex. : 'irssi ftw \o/'

#### G, H, I
GG, gg
good game (de good, « bon », et game, « partie » ; peut être traduit par « Bonne partie ! ») ; utilisé dans les jeux en réseau pour indiquer qu'une partie a été agréable à jouer)
GGWP, GG WP, ggwp, gg wp
good game well played (de good game, « Bonne partie », et well played, « Bien Joué ! ») ; combinaison courante de GG et de WP
GJ, gj
good job (de good, « bon », et job, « travail ») ; utilisé pour saluer une performance individuelle ou collective.
Google is your friend (« Google est ton ami » ou « GETA »/« geta »), employé pour ne pas avoir à répondre à quelqu'un qui pose une question dont la réponse est trouvable facilement par Google. Voir aussi GLOG.
GL, gl
good luck (« bonne chance »).
GLHF, GL HF, glhf, gl hf
good luck have fun (de good luck, « Bonne chance », et have fun, « Amusez-vous bien! ») ; combinaison courante de GL et de HF.
GLOG, glog
go look on Google (« Va voir sur Google »), employé pour ne pas avoir à répondre à quelqu'un qui pose une question et dont la réponse est donnée très facilement par Google. Voir aussi GIYF.
GTFO, gtfo
get the fuck out! - vulgaire - (« dégage ! »).
HF
have fun! (« amusez-vous bien ! »).
IBTL
in before the lock (indique que le fil de discussion d'un forum va être verrouillé si la discussion continue de cette manière)
IDC, idc
I don't care (« ça m'est égal », « je m'en fiche »).
IDK, idk
I don't know (« je ne sais pas »).
IG, ig
in game (« dans le jeu »), employé pour décrire ce qui se passe dans le jeu, par opposition à ce qui se passe dans la vie réelle (IRL).
IIRC, iirc
If I remember correctly, if I recall correctly (équivalent français : « si je me souviens bien, si je me rappelle bien »).
IKR, ikr
I know, right? : indique que la personne qui parle est déjà au courant ou est d'accord avec ce que dit son interlocuteur (équivalent français : « (oui) je sais, OK ? »).
IMO, imo, IMHO, imho
in my opinion / in my humble opinion (équivalent français : àm(h)a, « à mon (humble) avis »),.
IRL, irl
in real life : « dans la vie réelle », par opposition au monde virtuel - IG (in game).
ITU, itu
I trust you (« Je te fais confiance »), indique que la personne laisse son interlocuteur libre de choisir comme bon lui semble ou d'agir sans contrôle préalable de la part du répondant.

#### J, K, L
JK, jk
just kidding (« je plaisante »).
kewl
cool, sympa.
KK, kk ou k
Okay (« d'accord »).
 LMAO, lmao
laughing my ass off (« (je) ris à ce que le cul m'en tombe ») — voir aussi rofl et roflmao.
LOL, lol
laugh(ing) out loud (« (je suis) mort de rire ») ou Lots of laughs (« plein de rires »)
L2P, l2p
learn to play! (« apprends à jouer ! »).
Cette abréviation est souvent déclinée sous la même forme « l2 » suivie de n'importe quel autre verbe possible.

#### M, N, O
m8
mate (« pote », « copain », « coéquipier »)
mb
my bad (« ma faute », « au temps pour moi »)
me2
me too (« moi aussi », « de même »)
n1
nice one (« joli coup », « pas mal comme coup », « bien vu »).
nope
nope (« Non », familier).
NP, np, no prob
no problem (« pas de problème »).
NS, ns
nice shot (« beau tir », « joli tir »).
NSFW, nsfw
Not safe for work (« à ne pas regarder au travail », souvent un article/site/image à caractère pornographique ou déplacé à ne pas regarder n'importe où).
NT, nt
nice try (« bien essayé »).
OMG, omg
Oh, my god! (« Oh, mon dieu ! »). Il existe aussi sa version vulgaire  : omfg (Oh, my fucking god!).
OMW, omw
On my way! (« en route ! », « J'arrive ! »).
O RLY?

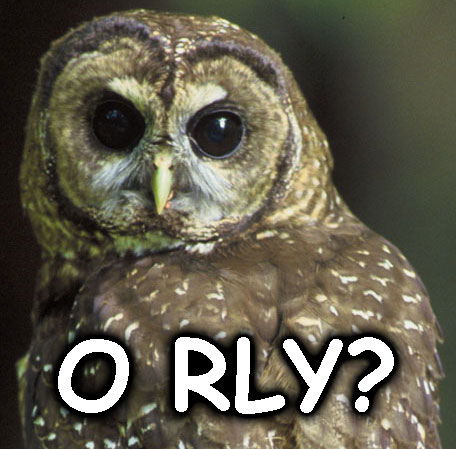
Utilisation du terme « O RLY ? » dans une image à caractère humoristique (un mème).

Oh, really? (« Oh, vraiment ? » ; utilisé de manière sarcastique, souvent en réponse à une déclaration évidente, prévisible, ou manifestement fausse)
OTOH, otoh
On the other hand (« d'un autre côté », « d'autre part »),.

#### P, Q, R, S
p911
parents 911 (« je pars quelques instants, mes parents arrivent », aussi utilisé dans les MMORPG), 911 étant le numéro d'appel des urgences dans plusieurs pays comme le Canada et les États-Unis.
P2P, p2p
peer to peer (« (de) pair à pair »).
PEBKAC
« Problem existing between keyboard and chair », signifiant « le problème se situe entre le clavier et la chaise » ; utilisé pour décrire une personne se servant d'un outil informatique de façon stupide.
Variantes : PEBCAK (« problem exists between chair and keyboard »), POBCAK (« problem occurs between chair and keyboard »), PICNIC (« problem in chair not in computer ») EBKAC (« error between keyboard and chair »).
pedobear
« ours pédophile », personnage récurrent sur les réseaux sociaux et représentant la pédophilie.
plonk
Ajout d'un utilisateur dans la liste des personnes ignorées.
PM, pm
private message (« message privé »).
ROFL, rofl

ROFLcopter en art ASCII animé.

rolling on the floor laughing (« (je) me roule de rire par terre » / « (je suis) plié de rire sous la table »),.
Se rencontre également sous la forme ROTFL, rotfl.
ROFLMAO, roflmao
Rolling on the floor laughing my ass off (« je ris à m'en taper le cul par terre »)
Sigle servant à exprimer le rire le plus puissant.
RTFM, rtfm
read the fucking manual! (« lis le foutu manuel ! », « regarde dans le putain de mode d'emploi »).
SRSLY, srsly
seriously ? (« sérieusement ? », ou « sérieux ? »). S'emploie souvent après qu'un joueur ait fait une faute dans un jeu ou qu'il ait dit une chose absurde.
SRY, sry
sorry (« pardon », « je suis désolé »).
STFU, stfu
shut the fuck up forme vulgaire de shut up (« tais-toi ! »).
STFW, stfw
search the fucking Web (« cherche sur le foutu Web », « cherche sur le putain de Web »). Voir aussi GIYF ou RTFM.
SUP, sup
what's up (« quoi de neuf ? »). Autre forme : WU.

#### T, U, V
TBH, tbh
to be honest (« pour être franc ; pour être honnête [avec vous] »).
« TL;DR », « tl;dr », TLDR, tldr, TLDNR
too long; didn't read (« trop long, [je n'ai] pas lu »), souvent utilisé lorsqu'un commentaire sur un blog ou un forum semble beaucoup trop long, dense ou alambiqué et n'incite pas à sa lecture. Est aussi souvent utilisé par courtoisie comme titre d'un résumé synoptique minimal fourni par l'auteur d'un post, jugé trop long (par lui ou par l'usage) pour la commodité du lecteur.
TMI, tmi
too much information (« trop d'informations », « je ne tenais pas à le savoir »).
TTYL, ttyl
talk to you later (« on se rappelle plus tard »).
TY, ty
thank you (« merci »). Une variante en est thx, abréviation de thanks.
U WOT M8
you what mate (« Tu vas faire quoi mec » ou « T'as dit quoi mec »), souvent utilisé de manière confrontative.

#### W, X, Y, Z
W8
wait (« attends »)
WP, wp
Well played (« Bien joué »)
WTF, wtf
what/who the fuck?. L'expression peut être tout aussi bien non verbale (WTF ?, « C'est quoi ce bordel ? ») que verbale (WTF did he say ?, « Qu'est-ce qu'il a dit, bordel ? »). « What the fuck » est parfois réduit à the fuck, qui est prononcé et orthographié dafuq.
Wut?
pour what? (« quoi ? ») ; marque l'étonnement.
YOLO, yolo
You only live once, c'est-à-dire « On ne vit qu'une fois » ou « On n'a qu'une vie ».

### En français

Exemple de texte abrégé, écrit en langage SMS, faisant partie de l'argot francophone sur Internet : « bjr sava? », pour dire « Bonjour, ça va ? »

Certaines des abréviations anglaises présentées plus haut sont couramment utilisées au sein de conversations en français. La liste suivante ne contient pas les émoticônes et les termes issus du langage SMS.
*<verbe>* ou *<phrase>*
l'encadrement par les astérisques est utilisé pour décrire une action (d'après IRC). Utilisé aussi en courrier électronique (mode texte seul) pour simuler le gras. Également la mise entre _ (_<phrase>_) simule le souligné et la mise entre / (/<phrase>/)) simule l’italique. Exemple : *soupire*, *bave*, *se frappe le visage*, etc.
*<mot> ou <mot>*
apporte une correction à un mot qu'on a mal écrit ou mal orthographié.
+1, -1
« +1 personne à le penser » ⇔ « je pense la même chose » ⇔ « je suis d'accord » : souscrire ou ne pas souscrire aux propos de l'intervenant précédent (existe sous de nombreuses variantes destinées à renforcer le sentiment d'accord ou de désaccord : +1000, etc.). A donné le verbe « plussoyer », ou « moinssoyer » (plus rarement utilisé)
/me
« moi » (d'après la commande « /me » qui permet sous IRC d'afficher son pseudonyme).
amha, àmha
« à mon humble avis » (équivalent anglais : imho, « in my humble opinion »).
asv
« âge / sexe / ville ? », invitation à se présenter.
cazu, casu
(de l'anglais casual player, « joueur occasionnel »)
cb
« combien ».
cc
« coucou ».
cmb
« comme ma bite » (expression idiomatique souvent utilisée après un adjectif décrivant une taille, généralement grande). Similaire à la réponse « dans ton cul » à toute question stupide.
cmfubj
« ça me fait une belle jambe ».
cpg
« c'est pas grave ».
ctb
« comme ta bite » (se rencontre souvent après un adjectif décrivant une taille, le plus souvent petite). Similaire à la réponse « dans ton cul » à toute question stupide.
DR, dr
« de rien »
déso, dézo, dsl, dezdez
« désolé ».
DTC, dtc
« dans ton cul ». Réponse passe-partout à toute question stupide, ou pour éviter de répondre.
fdp
« fils de pute »
ftg ; ftgl
« Ferme ta gueule ! » : Expression grossière correspondant à Shut the fuck up! en anglais.
g
« j'ai ».
JDCJDR, jdcjdr, jdçjdr
« Je dis ça, je dis rien » (pour suggérer quelque chose sans avoir l'air de le dire ouvertement).
k, koi, koa, kwa, koua
« quoi ».
ki
« qui ».
MAJ, màj
« mise à jour ».
mdr
« mort de rire »,(équivalent de lol), ptdr (« pété de rire »), xdr, xpdr, xptdr, xpldr (« explosé de rire »).
MP, mp, PM
« message privé ».
osef, oseb/osb, osblc, blc (et autres variantes)
« on s'en fout », « on s'en branle », « on s'en bat [les c...] », etc.
MRD, mrd
« Merde ! ».
mrc
« Merci ».
OKLM, oklm, okalm
« Au calme » (équivalent de RAS, « rien à signaler », pour dire que tout va bien)
pg
« pas grave ».
pj, pji
« pièce jointe », « pièce jointe indisponible »
« petit joueur », quelqu'un qui ne prend pas de risques
pk, pkoi, pq
« pourquoi ».
psk, pcq
« parce que »,.
pv, prv
« privé » : « en pv » : en privé (ex. : « converser en pv ») - « un pv » : 1/ un message privé / personnel (ex. : « recevoir un pv »), 2/ un entretien en privé, un aparté (ex. : « faire un pv »).
rab, raf
« rien à battre, rien à faire/foutre ».
re
« rebonjour ».
rpz
« représente ».
sjmsb
« si je me souviens bien ».
sjnma
« si je ne m'abuse ».
slt
« Salut ! ».
spc, spcdd (et autres variantes)
« sale petit con, sale petit con de drogué »
stp
« s'il te plaît ».
t
« t'es ».
talc
« topic à la con » ou « truc à la con ».
tmtc
« Toi-même tu sais ».
tfk, tfq
« tu fais quoi ? ».
tg, tgl
« Ta gueule ! » : correspond à Fuck off! en anglais.
tkt, tqt
« t'inquiète ! » ⇔ « ne t'inquiète pas ! ».
tmlp
« Ta mère la pute ! » : Expression grossière correspondant à Your mom is a bitch!, rarement utilisé.
Trkl, trk
« tranquille ! » (trankil) ⇔ « va-y tranquillement ».
VDD
« voisin du dessus », renvoie à un commentaire affiché juste au-dessus du sien, principalement sur les fora ou les fils de discussion.
VDM, vdm
« vie de merde » (d'après le site viedemerde.fr).
xdr, xpdr, xptdr, xpldr
« explosé de rire », équivalent de lol et de ptdr (« pété de rire »).

### En chinois
La forme de la langue chinoise se prête aussi très bien au remplacement des sons par des chiffres. Par exemple le caractère 5 Wǔ 五 se prononce un peu comme le caractère 我 Wǒ je.
Ainsi, 521 Wǔ èr yī 五二一 est employé pour dire « Je t'aime » 我爱你 Wǒ ài nǐ. L'usage est d'utiliser l'écriture numérique et non le caractère chinois. La liste suivante présente quelques caractères avec leur prononciation, puis la traduction avec sa prononciation.
521
Wǔ èr yī 五二一 ⇔ 我爱你 Wǒ ài nǐ — « Je t'aime »
88
Bā bā 八八  ⇔ 拜拜 Bài bài — « Bye Bye »
7998
Qī jiǔ jiǔ bā 七九九八 ⇔ 去走酒吧 Qù zǒu jiǔbā — « On sort au bar »
537
Wǔ sān qī 五三七 ⇔ 我生气 Wǒ shēngqì — « Je suis en colère »
246
Èrsìliù 二四六 ⇔ 饿死了 è sǐ le — « (Je) Meurs de faim »
3Q
Sān /k/ 三Q ⇔ Thank you — « Merci »

### En japonais
Comme le chinois, la langue japonaise, avec ses idéogrammes, se prête aussi très bien au remplacement des sons par des chiffres. Par exemple, le chiffre 3 (san) se prononce un peu comme l'anglais « thank ». Ainsi, 39 (san kyū) peut être employé pour dire « thank you » (merci). 
39
« san kyū » (三九) — « Merci ».
4649
« yo ro shi ku » (よろしく) — « Enchanté ».

### En thaï
De façon assez similaire, les Thaïlandais utilisent les chiffres. Le chiffre cinq se prononce « ห้า » (ha), nous aurons donc :
555
drôle
5555
Très drôle
666
Plus que drôle